# San Sebastián (Santa Cruz de La Palma)
San Sebastián, también conocido como el barrio de La Canela, es un barrio de la ciudad de Santa Cruz de La Palma (Canarias, España), situado en la parte alta del casco histórico de la capital palmera.

## Toponimia
La calle y el barrio de San Sebastián deben su nombre a la ermita construida en el siglo xvi al patrón del lugar, considerado por el catolicismo como protector frente a la peste. A él se encomendaban los viajeros que entraban a la ciudad por el camino real.
Desde la primera mitad del siglo xvi empieza a conocerse también como el barrio de La Canela, debido principalmente al asentamiento en sus calles de diversos oficios artesanos, entre ellos la repostería isleña tradicional, que hace uso de esta especia. El otro nombre de San Sebastián aporta así otra descripción al barrio:

"en alusión a dos significados figurados del español hablado: 'canela', que designa cualquier cosa muy fina y exquisita, y 'canela fina', expresión que encarece la valía de algo o de alguien"
Víctor Hernández Correa

## Geografía

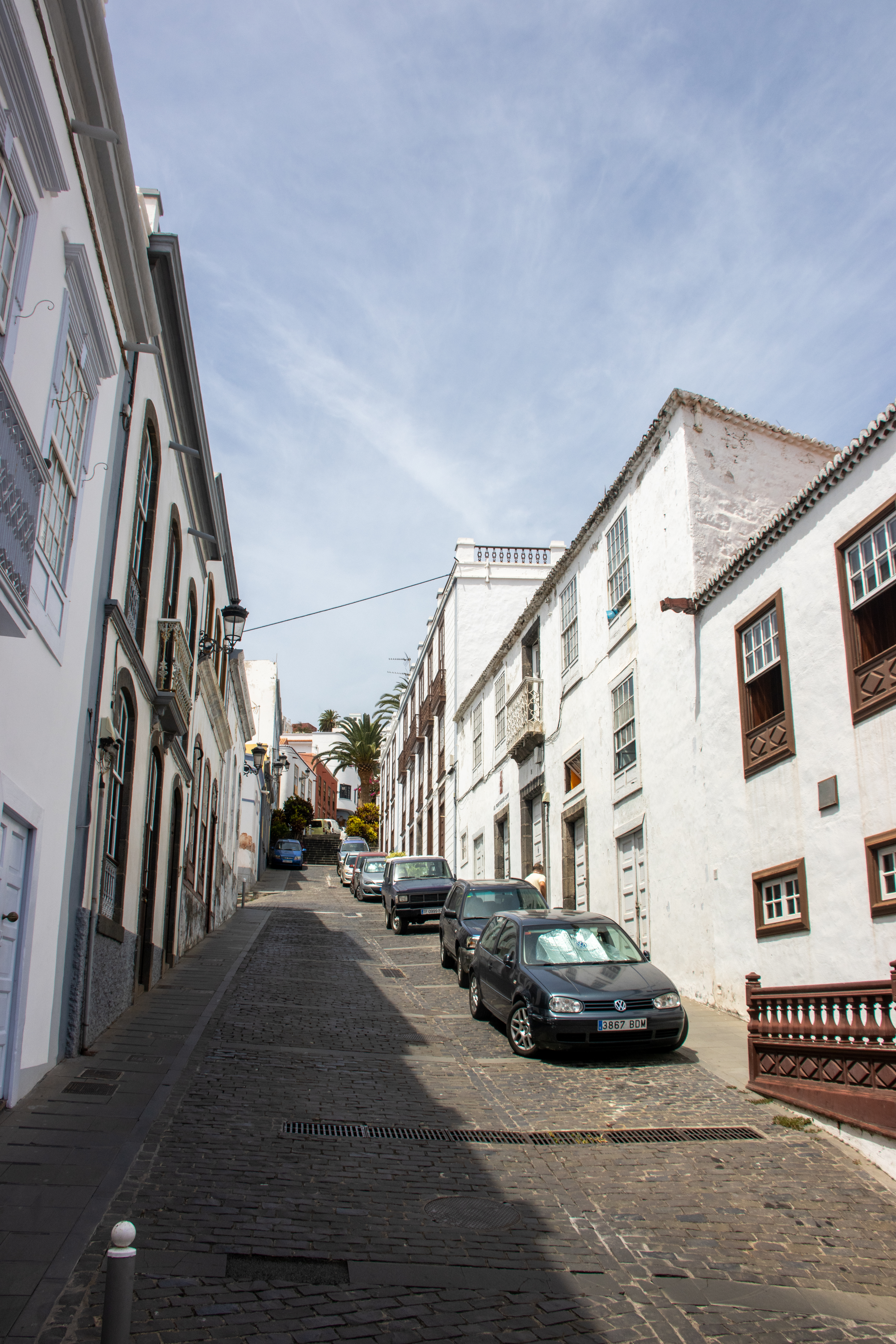
Calle San Sebastián

El barrio de La Canela se asienta sobre el lomo situado al sur del barranco de Los Dolores, enclavado en una escarpada orografía sobre el centro del Casco Histórico de la ciudad, dándole al conjunto la apariencia de un anfiteatro. San Sebastián se ubica en mitad de uno de los caminos históricos de La Palma, el denominado como camino real de la Banda, que une la capital y su puerto con la vertiente oeste de la isla. El camino discurre por la actual calle San Sebastián, la central de tres vías paralelas (Huertas y Fernández Ferraz son las otras dos) que superan la fuerte pendiente de la zona. El resto de calles del barrio nacen de ellas, la mayoría de forma perpendicular (Francisco Abreu, San Miguel, Drago, Dornajo, Tosquitas, Montecristo, Cajita Blanca, Izcagua, Garome, Angustias...).

El barranco de Zamora, que corta la ladera de oeste a este, servía de límite natural por el sur con el barrio marinero de San Telmo. En la actualidad el cauce de este barranco está cubierto por las calles de la ciudad, actuando ahora la calle Fernández Ferraz y la plaza de Santo Domingo como divisoria.
|                 | Norte: Barranco de Dolores |                                  |
| Oeste: Calcinas |                            | Este: Centro del Casco Histórico |
|                 | Sur: San Telmo             |                                  |

## Historia

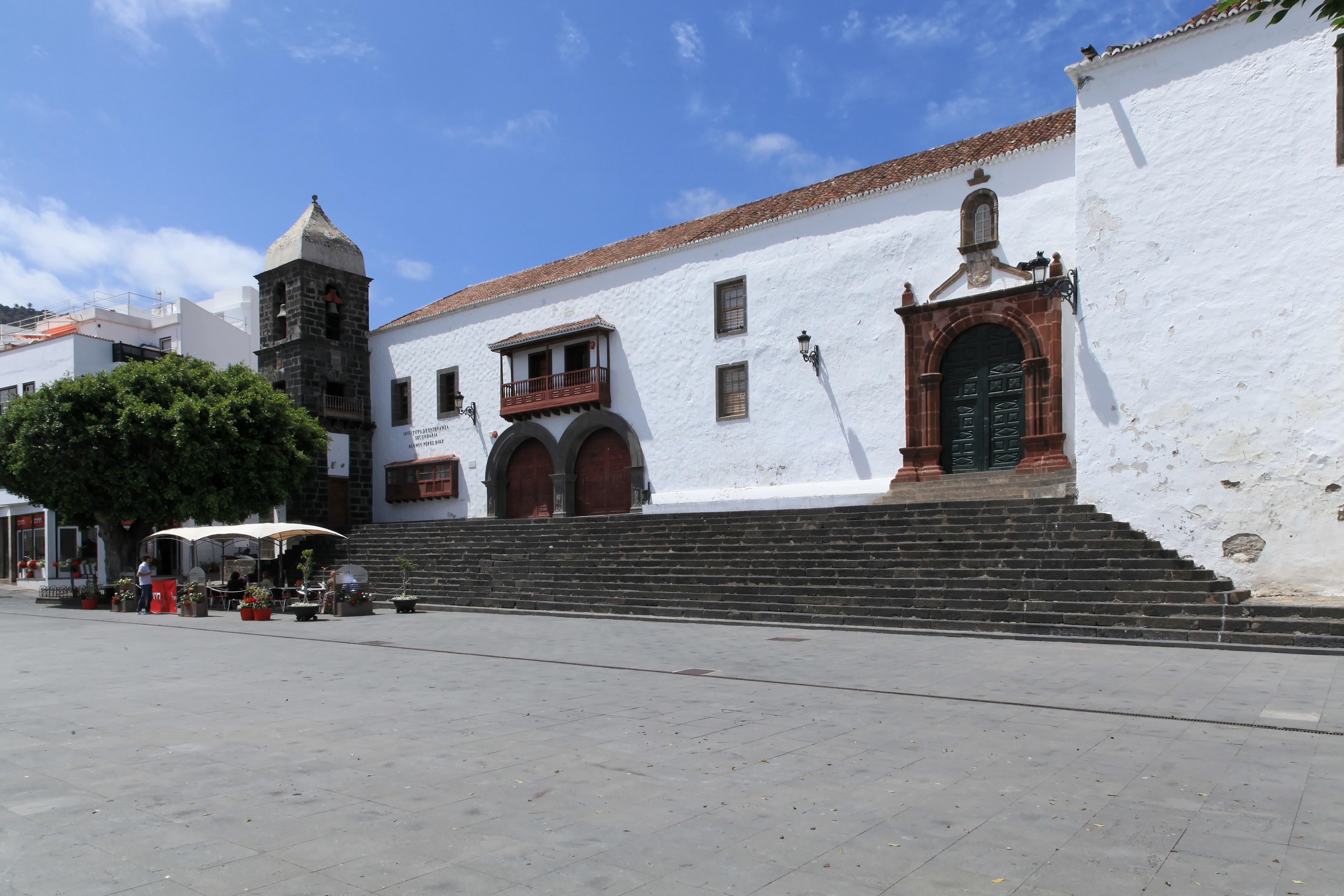
Plaza de Santo Domingo

A comienzos del siglo xvi, transcurrido el primer cuarto de siglo tras la conquista, el núcleo central de Santa Cruz de La Palma ya se había consolidado en torno a una plaza principal (la acutal plaza de España) situada en la margen derecha del barranco de Dolores, Desde allí partía la "calle que va para Buenavista", conectando la ciudad con el oeste y sur insular. Gracias a la floreciente actividad comercial, la ciudad comenzó a expandirse hacia zonas más escarpadas del interior. San Sebastián, fue así uno de los últimos barrios en formarse en el sur de la capital, y se convirtió en un importante punto de tránsito gracias al Camino Real de Los Puertos, entre Santa Cruz y el Valle de Aridane.
En 1530, los frailes dominicos fundaron un convento en un terreno cedido por el conquistador Alonso Fernández de Lugo. La construcción, situada en un lugar prominente y cercano a la iglesia de El Salvador, respondía al ideal de la orden dominica de establecerse cerca del poder y con buena visibilidad sobre la ciudad y el puerto. La ermita de San Sebastián aparece documentada ya en 1531, y el abrevadero de El Dornajo, mencionado por Gaspar Frutuoso en Saudades da Terra, será objeto de una Real Cédula de 1553 en la que se disponía del uso libre del agua sobrante por parte del pueblo.

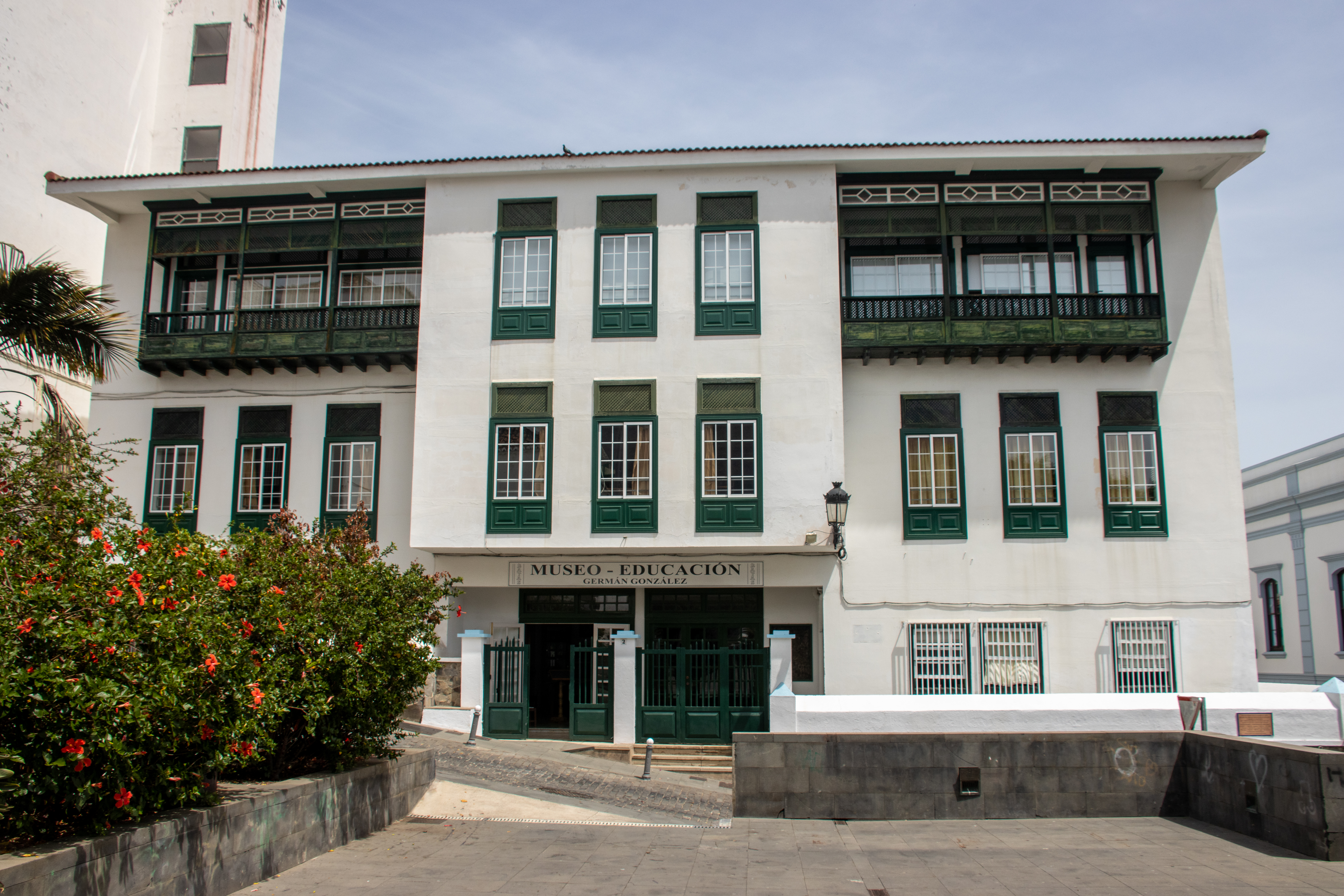
Museo de la educación. (Antigua escuela Sector Sur)

La Calle San Sebastián se convirtió en la primera adoquinada de la capital en 1885, al tiempo que el crecimiento urbanístico del siglo xx terminaría por unir a La Canela con el vecino barrio de Calcinas. El área de más reciente construcción se corresponde con terrenos de antiguas huertas y de la hacienda de La Caballita. Por su parte, los terrenos del antiguo convento de Santo Domingo acogen desde 1961 al más antiguo instituto de secundaria de La Palma, el IES Alonso Pérez Díaz.